# Ma Guangtong
Ma Guangtong (5 mei 1995) is een Chinees voormalig wielrenner die in 2023 reed voor Shandong Green Orange Continental Team.

## Carrière
In 2014 werd Ma zevende op het Chinees kampioenschap tijdrijden en tiende in de wegrit.
In de eerste etappe van de Ronde van Langkawi 2015 ging Ma in de aanval, waarin hij genoeg bonificatieseconden verdiende om aan het eind van de etappe, die gewonnen werd door Andrea Guardini, de derde plaats in het algemeen klassement te bezetten. Deze goede positie kon hij niet tot het einde van de ronde vasthouden; hij eindigde op plek 43. Later dat jaar werd hij onder meer nationaal kampioen op de weg.
In 2017 werd Ma onder meer tweede in het eindklassement van de Ronde van Thailand, op slechts twee seconden van winnaar Jevgenï Gïdïç.

## Overwinningen
2015
2e etappe Ronde van Thailand
Puntenklassement Ronde van Thailand
Jongerenklassement Ronde van Yancheng Coastal Wetlands
2016
Puntenklassement Ronde van Ijen
 Chinees kampioen op de weg, Elite
Bergklassement Ronde van Hainan

## Ploegen
- 2014 –  Hengxiang Cycling Team
- 2015 –  Hengxiang Cycling Team
- 2016 –  Wisdom-Hengxiang Cycling Team
- 2017 –  Hengxiang Cycling Team (vanaf 31-3)
- 2018 –  Hengxiang Cycling Team
- 2019 –  Hengxiang Cycling Team
- 2020 –  Hengxiang Cycling Team
- 2021 –  Hengxiang Cycling Team
- 2022 –  Hengxiang Cycling Team
- 2023 –  Shandong Green Orange Continental Team

Chen · Gui · Liu · Lyu · Ma · Vosekalns · Wang · Yan · Zhang · Zhao